# Супердеформация
Супердеформация — явление в ядерной физике, связанное с существованием атомных ядер, сильно отличной от сферической формы. Оно связано с наличием второго минимума в поверхностной энергии (первый минимум соответствует нормальной деформации).
Обычно ядра атомов представляют собой слегка вытянутую сферу с соотношением осей 1,3:1:1. Ядра же находящиеся в состоянии супердеформации имеют соотношение примерно 2:1:1.
Форма атомного ядра описывается уравнением:
{\displaystyle R(\vartheta )=R_{0}\cdot \left(1+\beta _{2}\cdot Y_{2}(\vartheta )+\beta _{4}\cdot Y_{4}(\vartheta )+\ldots \right)},
где
- {\displaystyle R_{0}} — радиус сферического ядра;
- {\displaystyle Y_{n}(\vartheta )} — сферические гармоники;
- {\displaystyle \beta _{n}} — параметр деформации n-го порядка.

Параметр деформации можно оценить исходя из следующего соотношения:
{\displaystyle \beta _{2}={\sqrt {\frac {1255\cdot J}{3\cdot \hbar ^{2}A^{7/3}}}}},
где
- {\displaystyle J} — момент инерции ядра для данной ротационной массы;
- {\displaystyle A} — массовое число.[1]

Ядро может существовать в супердеформированном состоянии только если это состояние является ираст-ловушкой.
Исследования супердеформированных ядер начались с изотопов 132Ce и 152Dy, а также близких к ним. Первое экспериментальное подтверждение супердеформации было получено в 1986 году для ядра 152Dy.
Ещё сильнее вытянутые ядра называются гипердеформированными.